# Tomás Ojeda
Tomás Ojeda Alvarez (1910. április 20. – 1983. február 20.), chilei válogatott labdarúgó.
A chilei válogatott tagjaként részt vett az 1930-as világbajnokságon illetve az 1937-es Dél-amerikai bajnokságon.

## Külső hivatkozások
- Tomás Ojeda a FIFA.com honlapján Archiválva 2015. február 6-i dátummal a Wayback Machine-ben